# Tát

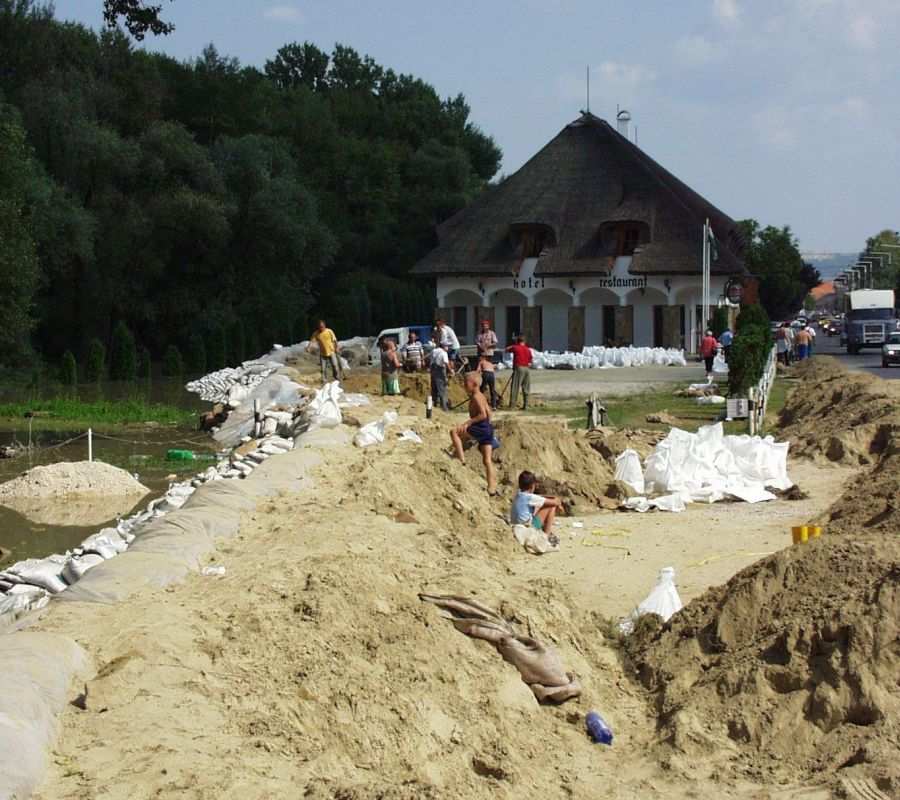
Árvízi védekezés, 2002

Tát (németül: Taath) város Komárom-Esztergom vármegyében, az Esztergomi járásban.

## Fekvése
A település a Kis-Duna mellett fekszik, északról az ősi folyó ágai ölelik, míg délről a Gerecse dombjai koszorúzzák. Az egykori fővárostól, Esztergomtól 8 kilométerre, Budapesttől 45 kilométerre található.
Legfontosabb megközelítési útvonala a 10-es főút, mely egykor a Budáról Bécsbe vezető országútnak számított. Belterülete északi szélén a 117-es főút húzódik, s a két főutat az 1011-es út is összeköti itt; utóbbi egyben választóvonal az ófalu és a keletebbi fekvésű, újabb keletkezésű településrész között. A település területén ágazik ki még a 10-es főútból a Tatabányára vezető 1119-es út is.
Vonattal elérhető az Esztergom–Almásfüzitő-vasútvonalon, amelynek egy megállási pontja van itt; Tát megállóhely a központ közelében helyezkedik el, de közúti elérését csak önkormányzati utak biztosítják.

## Története
A természetföldrajzi adottságoknak köszönhetően e vidéken már az őskorban is élt ember. A község területén kőeszközök, kőbalta, fenőkő kerültek elő. Rézkori edények és cserepek töredékei, a késő bronzkori urnasíros kultúrához tartozó edénytöredékek egyaránt a felszínre kerültek.
Bár a mindig újabb kutatások korábbi időre teszik Tát nevének első említését – lásd legújabban az 1146. évet, midőn Fulkó hospes a pannonhalmi apátságnak adja Táton lévő birtokát – azonban a tátiak a „születési évet” 1181-re teszik. Ekkor adja III. Béla, Árpád-házi királyunk „Taath” falut az Alamizsnás Szent Jánosról elnevezett lovagrendnek, akiknek utódai a johannita és a máltai lovagok. A mai templom helyén álló akkori istentiszteleti hely, már ispotályként is volt jelezve egyes históriákban.
Tát történetének egyik legdicsőségesebb napja az 1685-ben a törökök ellen vívott utolsó „Esztergom-megyei” ütközet, a híres táti csata. Lotaringiai Károly herceg és Sajtán Ibrahim százezres serege ütközött itt meg.
A fényes keresztény győzelem után, a század végére már 17 jobbágy család élt itt. Az 1710–1740 közötti időben német telepesekkel, svábokkal és osztrákokkal növelték a kihalt lakosságot.
1851-ben 560 főben jelentették a lélekszámot. Az első világháborúban majd negyven fős volt a község katonavesztesége. 1936-ban 344 házban 1499-en laknak. A második világháború végén, 1944–45 fordulóján – a község frontövezetté vált.
1932-ben egy német motorkerékpáros, Ernst Jakob Henne itt döntött járművével sebességi rekordot: BMW márkájú motorjával 244 km/h sebességet ért el.
A közigazgatási és igazságügyi miniszter javaslatára 2013. július 15. napján városi címet kapott.

## Közélete

### Polgármesterei
- 1990–1994: Kátai Ferenc (MDF)[4]
- 1994–1998: Kátai Ferenc (MDF)[5]
- 1998–2002: Szenes Lajos (független)[6]
- 2002–2006: Szenes Lajos (független)[7]
- 2006–2010: Szenes Lajos (független)[8]
- 2010–2014: Szenes Lajos (Fidesz-KDNP)[9]
- 2014–2019: Turi Lajos (független)[10]
- 2019–2024: Turi Lajos (Fidesz-KDNP)[11]
- 2024– : Turi Lajos (független)[1]

## Népesség
A település népességének változása:
| Lakosok száma | 5327 | 5337 | 5280 | 5321 | 5248 | 5239 | 5143 |
|               | 2013 | 2014 | 2015 | 2021 | 2022 | 2023 | 2024 |

A 2011-es népszámlálás során a lakosok 81,2%-a magyarnak, 6,2% németnek, 0,2% románnak, 0,3% szlováknak mondta magát (18,6% nem nyilatkozott; a kettős identitások miatt a végösszeg nagyobb lehet 100%-nál). A vallási megoszlás a következő volt: római katolikus 44,8%, református 5,2%, evangélikus 0,5%, görögkatolikus 0,3%, felekezeten kívüli 14,7% (33,2% nem nyilatkozott).
2022-ben a lakosság 90,4%-a vallotta magát magyarnak, 3,1% németnek, 0,3% szlováknak, 0,2% cigánynak, 0,1-0,1% szerbnek, görögnek és románnak, 2,2% egyéb, nem hazai nemzetiségűnek (9,5% nem nyilatkozott; a kettős identitások miatt a végösszeg nagyobb lehet 100%-nál). Vallásuk szerint 34,5% volt római katolikus, 4,8% református, 0,3% evangélikus, 0,3% görög katolikus, 0,9% egyéb keresztény, 0,6% egyéb katolikus, 16,3% felekezeten kívüli (42,3% nem válaszolt).

## Nevezetességek
2006 ősze óta a falu határán, a Halászcsárda mellett áll Szervátiusz Tibor Kossuth-díjas szobrászművész „Ister-pár” elnevezésű, összetartozó emberpárt ábrázoló szobra.
- Eggenhoffer-kúria

## Közigazgatás
A városban német kisebbségi önkormányzat működik.

## Tát város részei

### Kertváros
A település népessége az 1950-es években több mint kétszeresére növekedett (2000 főről 4500 főre), ugyanis felépült a szocreál stílusú Tát-Kertváros, a dorogi bányavállalat mintakertvárosa. A komfortos, túlnyomóan iker családi házakat többségében szegény, családos dorogi bányászoknak utalták ki, akiknek az új ház jelentős életszínvonal-emelkedést jelentett a korábbi szűkös dorogi kolónialakásokhoz képest. Ezzel együtt megváltozott a település népességének összetétele, a helyi, többségében sváb falusi lakosság kisebbségbe szorult a bányavállalati alkalmazottakkal szemben.

## Testvérvárosok
Tát testvérvárosai:
- Buseck, Németország
- Molln, Ausztria
- Ebed, Szlovákia
- Kaplony, Románia